# 1250年
| 千纪： | 2千纪 |
| 世纪： | 12世纪 \| 13世纪 \| 14世纪                                                                                 |
| 年代： | 1220年代 \| 1230年代 \| 1240年代 \| 1250年代 \| 1260年代 \| 1270年代 \| 1280年代                           |
| 年份： | 1245年 \| 1246年 \| 1247年 \| 1248年 \| 1249年 \| 1250年 \| 1251年 \| 1252年 \| 1253年 \| 1254年 \| 1255年 |
| 纪年： | 庚戌年（狗年）；大理道隆十二年；蒙古钦淑后（称制）二年；南宋淳祐十年；越南天應政平十九年；日本建長二年     |

## 大事记
- 馬木留克將領伊茲丁·艾伯克殺害阿尤布王朝蘇丹Al-Muazzam Turanshah，接收埃及政權，成立馬木留克王朝，統治埃及直到1517年；在敘利亞的阿尤布家族後裔在大馬士革重新復國，但直到1260年都被蒙古控制。
- 拜巴爾一世領導的馬木路克打敗法國國王路易九世率領的第七次十字軍，生擒路易九世，法國從馬木留克王朝贖回路易九世，但1254年才歸國。
- 12月13日——神聖羅馬皇帝腓特烈二世去世，神聖羅馬帝國進入霍亨斯陶芬王朝和哈布斯堡王朝統治之間的大空位時代（另一說從1245年被教皇英諾森四世處以破門律開始）。

## 逝世
- 12月13日——腓特烈二世，霍亨斯陶芬王朝的羅馬人民的國王（1211年—1250年在位）和神聖羅馬皇帝（1220年加冕）。